# Francis W. Cushman
Francis Wellington Cushman (* 8. Mai 1867 in Brighton, Washington County, Iowa; † 6. Juli 1909 in New York City) war ein US-amerikanischer Politiker. Zwischen 1899 und 1909 vertrat er den Bundesstaat Washington im US-Repräsentantenhaus.

## Werdegang
Francis Cushman besuchte die öffentlichen Schulen seiner Heimat und die Pleasant Plain Academy im Jefferson County. Im Jahr 1885 zog er nach Wyoming. Dort arbeitete er auf einer Ranch und als Lehrer. Nach einem Jurastudium und seiner im Jahr 1889 erfolgten Zulassung als Rechtsanwalt begann er in Bassett (Nebraska) in seinem neuen Beruf zu arbeiten. Im Jahr 1891 zog er nach Tacoma im Staat Washington, wo er ebenfalls als Anwalt praktizierte. Zwischen 1896 und 1903 war er Mitglied der Nationalgarde von Washington.
Politisch war Cushman Mitglied der Republikanischen Partei. Bei den Kongresswahlen des Jahres 1898 wurde er im ersten Wahlbezirk seines Staates in das US-Repräsentantenhaus in Washington, D.C. gewählt, wo er am 4. März 1899 die Nachfolge des Demokraten J. Hamilton Lewis antrat. Nach fünf Wiederwahlen konnte er sein Mandat im Kongress bis zu seinem Tod am 6. Juli 1909 ausüben.